# Vorhang auf!
Vorhang auf! ist ein US-amerikanisches Filmmusical von Vincente Minnelli aus dem Jahr 1953 mit Fred Astaire und Cyd Charisse in den Hauptrollen.

## Handlung
Schon seit Jahren hat Tänzer und Entertainer Tony Hunter keinen Revueerfolg mehr gehabt. In der Branche gilt sein Tanzstil als veraltet und seine Interpretation von Unterhaltung als überholt. Nur seine Freunde Lester und Lily glauben weiterhin an ihn und schreiben ihm eine Revue auf den Leib. Inszenieren soll sie der aktuelle Shootingstar der Bühnen Jeffrey Cordova, der jedoch eher auf ernste, tragische Stoffe wie Oedipus Rex spezialisiert ist. Zwar gelingt es Cordova mit einem Trick, den Ballettstar Gabrielle Gerard für die Revue zu engagieren, doch lässt er die leichte Revue zu einer schweren Tanzadaption des Fauststoffes umschreiben. Die Premiere in einer Kleinstadt wird ein grandioser Flop.
Nach ersten Animositäten haben sich Tony und Gabrielle so weit zusammengefunden, dass Gabrielle ihren Mentor und Trainer Paul verlässt, um Tony zu helfen. Der will nach der ernüchternden Premiere zwar am geplanten Tourneeprogramm des Stücks festhalten, den Faust-Stoff jedoch wieder in die Revue umzuschreiben, die ursprünglich inszeniert werden sollte. Von Aufführungsort zu Aufführungsort verändert sich nun das Stück, wird unterhaltsamer und bunter und ist schließlich zur Aufführung in New York City komplett umgeschrieben.
Gabrielles Ex-Freund plant zur New Yorker Aufführung zu kommen. Tony, dem schon lange klar ist, dass er Gabrielle liebt, fragt sie indirekt nach ihren Gefühlen für ihn, doch kann sie ihm vor der Aufführung keine Antwort geben. Es folgt die Aufführung in New York, unter anderem mit einer langen Kriminalszene mit Tony als Detektiv. Das Stück wird ein großer Erfolg, doch wundert sich Tony nach der Aufführung, dass niemand in seiner Garderobe erscheint. Gabrielle glaubt er mit Paul zusammen. Als er schon den Abend allein in einer Bar verbringen will und die Garderobe verlässt, haben sich davor alle Mitwirkenden des Stücks versammelt und gratulieren Tony zum Erfolg. Gabrielle gesteht Tony, dass sie ihn liebt und es kommt zum Happy End.

## Produktion
Der Film wurde in den MGM-Studios gedreht. Vorhang auf! erlebte seine Premiere am 9. Juli 1953 in New York City und kam am 21. Mai 1954 in die deutschen Kinos.
Die lange Szene, in der Fred Astaire als tanzender Detektiv zu sehen ist, inspirierte Michael Jackson zum Videoclip seiner Single Smooth Criminal.

## Synchronisation
| Rolle            | Darsteller      | Deutscher Sprecher |
| ---------------- | --------------- | ------------------ |
| Tony Hunter      | Fred Astaire    | Erik Ode           |
| Lester Marton    | Oscar Levant    | Erich Poremski     |
| Gabrielle Gerard | Cyd Charisse    | Marion Degler      |
| Jeffrey Cordova  | Jack Buchanan   | Hans Nielsen       |
| Auktionator      | Douglas Fowley  | Franz Otto Krüger  |
| Kofferträger     | Ernest Anderson | Herbert Weißbach   |
| Ava Gardner      | Ava Gardner     | Edith Schneider    |

Der Film wurde vom MGM Synchronisations-Atelier Berlin synchronisiert.

## Kritik
Über die Jahrzehnte erarbeitete sich Vorhang auf! einen Ruf als Klassiker des Musicalgenres. Bei der US-amerikanischen Kritikerwebsite Rotten Tomatoes fallen alle 20 Kritiken für den Film positiv aus, wobei er eine Durchschnittswertung von 8,5 von zehn Sternen hat. Laut Dave Kehr ist dieser Film „für viele der Gipfel des amerikanischen Musicals“. Das Musical werde zu einer „frenetischen Meditation über den Gegensatz zwischen Popkunst und Hochkultur, mit entschiedener Bevorzugung des Ersteren.“
Der Spiegel nannte Vorhang auf!  1954 ein „Film-‚Musical‘, das die Entstehung eines Bühnen-Musicals recht handlungsarm und dennoch ohne Längen mitteilt.“
Das 1990 vom film-dienst herausgegebene Lexikon des Internationalen Films nannte Vorhang auf! ein „perfektes, aufwendiges Revuemusical mit Fred Astaire, dessen Tanznummer ‚Shine on Your Shoes‘ zu den besten seiner Laufbahn gehört.“ Das Lexikon kritisierte jedoch die „miserable Eindeutschung der Songs“, die in späteren Ausstrahlungen im Fernsehen aufgegeben wurde.
Cinema befand: „Hier steppt Astaire – und auch der Bär!“

## Auszeichnungen
Vorhang auf! wurde 1954 für drei Oscars nominiert: In der Kategorie „Bestes Originaldrehbuch“ konnte er sich nicht gegen Untergang der Titanic durchsetzen. In der Kategorie „Bestes Kostüm-Design (Farbfilm)“ unterlag er dem Film Das Gewand und verlor in der Kategorie „Beste Filmmusik (Musikfilm)“ gegen Madame macht Geschichten.
Als „Best Written American Musical“ war Vorhang auf! 1954 für einen WGA-Award nominiert und unterlag Lili.
Im Jahr 1990 wurde der Titel That’s Entertainment, der erstmals in Vorhang auf! zu hören war, als „Most Performed Feature Film Standard“ mit einem ASCAP Award ausgezeichnet.
Im Jahr 1995 nahm die Library of Congress Vorhang auf! ins National Film Registry auf.